# طارق أبو الدهب
طارق أبو الدهب (من مواليد 25 ديسمبر 1939) هو متسابق لبناني سابق. نافس في الألعاب الأولمبية الصيفية 1968 ودورة الألعاب الأولمبية الصيفية 1972. 

## روابط خارجية
- طارق أبو الدهب على موقع أرشيف الدراجات (الإنجليزية)
- طارق أبو الدهب على موقع أوليمبيديا (الإنجليزية)